# Colegio Salesiano de León XIII
El Colegio Salesiano de León XIII es una institución educativa mixta, esta es de carácter privado y administrada por Comunidad Salesiana en Colombia; su sede principal se encuentra en el centro histórico de La Candelaria de Bogotá, Colombia. Al colegio se le fue otorgado el Galardón a La Excelencia Educativa, para la categoría Colegios Privados en el 2006. En el 2010 cumplió sus 120 años. Durante el año 2011 le fue otorgada la Certificación de Calidad ISO 9001-2008 Es la casa madre de los salesianos en Colombia, se distingue por su educación basada en la filosofía de San Juan Bosco. La secretaría de educación de Bogotá, pone al plantel educativo como un lugar de muy alto nivel educativo en el país, ya que en sus ciento veinte años de historia ha desarrollado y demostrado el proceso para formar niños y jóvenes de bien (Honrados Ciudadanos y Buenos Cristianos)

## Historia
El Colegio Salesiano de León XIII fue fundado el 1° de septiembre de 1890, con un total de 50 alumnos, y con carácter de internado. 
La fundación salesiana había sido solicitada a San Juan Bosco insistentemente, desde 1882 por el obispo de Cartagena, Eugenio Biffi, y desde 1886 por el gobierno colombiano que presidía Rafael Núñez. Finalmente, por intervención directa del Papa León XIII (razón por la cual la primera fundación lleva su nombre), el sucesor de Don Bosco, Miguel Rúa, enviaba los ocho primeros salesianos. Arribaron a Bogotá los primeros cinco, el martes 11 de febrero de 1890. Luego llegaron los otros dos. El primer rector y superior fue Evasio Rabagliatti. Los demás eran Miguel Unia (pionero del apostolado con los leprosos, en Agua de Dios), y Silvestre Rabagliatti. Además los coadjutores Ángel Colombo (carpintero italiano), Carlos Migliotti (sastre italiano) y Felipe Kaczmarzik (zapatero polaco).
Los primeros días, los salesianos fueron huéspedes de los padres jesuitas, en el Colegio de San Bartolomé (esquina de la plaza de Bolívar). Posteriormente les dieron una pequeña y húmeda casa, al pie de la actual casa cural de la parroquia de Santa Bárbara. Era la N.º 195 que corresponde, hoy, a la carrera 7.ª N.º 5-44. No obstante, la casa era del todo inadecuada para los fines educativos. Por eso, se solicitó al gobierno otra sede; y el 1° de septiembre de 1890 se iniciaba el colegio, en el sector del primer patio del antiguo Convento del Carmen, conviviendo con el hospital militar allí existente hasta 1892.
Aunque la primera intención era la de hacer un establecimiento para la enseñanza de artes como la carpintería, la zapatería, la sastrería y la herrería, artes que fueron luego complementadas con la imprenta y la fundición de tipos, renglón en el cual los salesianos fueron pioneros y figuran con honor en la historia de las artes gráficas en Colombia; sin embargo, al año siguiente de su fundación, se vio la necesidad de implantar los estudios clásicos para fines vocacionales como el de Valdocco, en Turín. Por eso fue tradicional en estas instituciones educativas la división entre las dos secciones de “estudiantes” y “artesanos”.
Siguiendo el estilo de las casas salesianas de Italia, el colegio funcionó desde un principio como internado. Se suponía que la acción educativa era más segura y completa si la relación entre educadores y educandos era permanente y continua. Los niños sólo salían dos veces al año a vacaciones en julio y en diciembre.
El Colegio de León XIII fue desarrollándose en sus dos secciones y, al mismo tiempo, fue la residencia del Superior provincial. Así continuó hasta el año 1957 en que, al venir de visita el quinto sucesor de San Juan Bosco en la dirección general de la comunidad, Renato Ziggiotti, se decidió separar la sección técnica y fundar el Instituto Técnico Centro Don Bosco. El Colegio de León XIII quedó exclusivamente como bachillerato clásico y al año siguiente, 1958, empezaron a aceptarse alumnos externos que fueron creciendo en número hasta que en 1972 desapareció el internado.
En 1973, Mario Peresson, como director, acogió al grupo Juher (juventud, unión y heroísmo), dirigido por el exalumno Camilo Orbes y con él se dio comienzo a los cursos nocturnos que, al año siguiente (1974), fueron totalmente asumidos por el colegio. Estos cursos nocturnos en 1975 recibieron la aprobación con el nombre de Instituto Nocturno Don Bosco y en ese mismo año el rector del colegio, Mario Reyes Zambrano, dio inicio a la sección primaria.
A lo largo de la historia, el colegio ha ido complementándose en sus diferentes secciones, aglutinándolas bajo una sola dirección, fiel al Sistema educativo salesiano y siempre en busca no sólo de ampliar su cobertura, sino de realizar una labor muy a fondo de cristianización de los alumnos y de sus familias. Desde 1987 hasta hoy, se ha venido implementando un renovado proyecto educativo para obtener una mayor fidelidad a las intuiciones salesianas originales y un servicio más cualificado a los alumnos y a sus familias. En efecto, volvemos a la educación técnica, a través de las vocacionales y de los cursos de capacitación, como aconteció en 1988 y que en la actualidad, a través de la reciente fundación “Centro de Formación Técnica León XIII”, nos permite retomar la intuición primigenia de capacitar directamente para el trabajo. 
La importancia que tiene este colegio para la Sociedad Salesiana de Colombia radica en que es su casa madre y la primera institución fundada por esta comunidad. Antiguamente el espacio era usado por Las Carmelitas Descalzas, es por eso que allí se encuentra también ubicado el Teatro Camarín del Carmen y el Santuario de Nuestra Señora del Carmen (juntos administrados por el Colegio), el Colegio Salesiano de León XIII comenzó el 1 de septiembre de 1890 con el principal propósito de fortalecer la enseñanza de artes y labores industriales en Colombia, por petición del presidente de la época. Allí nació la educación técnica que a la larga terminó con la fundación del SENA.
El colegio hasta el 2015 bajo la dirección del Padre Mario Peresson Tonelli, tenía dos sedes en donde albergaba en cada una hasta 1200 estudiantes de Educación Básica Primaria y de Secundaria, una de las razones del Galardón a La Excelencia fue el desarrollo de Programas tales como el Asociacionismo; consiste en unas serie de actividades donde el joven elige un grupo de su interés (en total hay 42 grupos) y lo desarrolla los fines de semana con el fin de complementar su educación.
En el 2013 bajo la dirección del Padre Roberto Devia, la sede de primaria es vendida a Panamericana porque el Ministerio de Educación no permitía que hubieran centros de educación en la Zona Industrial.
Desde 2016 ambas sedes están la sede del centro histórico de Bogotá con una totalidad de 840 estudiantes. Igualmente, y por primera vez en la historia, el Rector del Colegio no es un Salesiano. Fue nombrado como Rector el Lic. Rafael Martínez, quien se desempeñaba como Coordinador de Convivencia Social en años anteriores.

## Servicio Social
Otro proyecto es el del Servicio Social; cada año los alumnos de grados décimo del colegio desarrollan actividades de beneficio comunitario en instituciones de bajos recursos económicos asociadas al colegio como requisito para graduación y servicio a la Sociedad. Es decir, que los estudiantes del colegio se enfrentan a la realidad Colombiana conviviendo con aquellos que más la padecen durante sus últimos años escolares.
En la sede principal, ubicada en el sector de La Candelaria, se encuentra ubicado el centro administrativo del colegio los dormitorios de los sacerdotes de esta comunidad, el Santuario del Carmen, el Teatro el Camarín del Carmen y la sede del colegio que se encarga de la educación Secundaria; todos estos edificios son Monumento Nacional.

## Arte: esencial en los salesianos
Para la metodología de Don Bosco, era esencial las bellas artes, pues mediante ellas los jóvenes pueden ser ellos y pueden expresarse, logrando así una formación íntegra, por ello toda institución salesiana tiene banda sinfónica, teatro, música y artes plásticas.
Dentro del desarrollo artístico, desde el 2006, con una aprobación de ICONTEC, nace el Programa de Formación Musical e Instrumental León XIII, en el que consiste en una formación técnica-instrumental para personas internas y externas. 
Es el único instituto musical a nivel nacional que otorga el título de "Técnico en Competencias Musicales con énfasis en un instrumento sinfónico".
El Programa de Formación Musical, junto con las otras artísticas, han sido representativos a nivel de la Institución, obteniendo más de 40 reconocimientos y premios en Concursos Salesianos departamentales y nacionales como el Festival Artístico Salesiano (FAS).
Así mismo han sido partícipes en concursos nacionales como el X Concurso de Bandas de Vientos, organizado por la Filarmónica de Bogotá.

## Certificación de Calidad
Luego de un proceso iniciado durante el año 2009, bajo la dirección de Roberto Devia Rodríguez, SDB, al finalizar 2011, la Compañía Certificadora Meals de Colombia S.A., otorgó la Certificación Internacional ISO 9001-2008 a los Procesos Académico y Administrativo del Colegio Salesiano de León XIII, por dar cumplimiento a las políticas internacionales de calidad.